# منتخب إندونيسيا تحت 20 سنة لكرة القدم
منتخب إندونيسيا تحت 20 سنة لكرة القدم هو ممثل إندونيسيا الرسمي في المنافسات الدولية في كرة القدم في فئة كرة قدم تحت 20 سنة للرجال
، يديريه اتحاد إندونيسيا لكرة القدم.